# Кошарское (Бурынский район)
Кошарское (укр. Кошарське) — посёлок,
Дьяковский сельский совет,
Бурынский район,
Сумская область,
Украина.
Код КОАТУУ — 5920983204. Население по переписи 2001 года составляло 108 человек .

## Географическое положение
Посёлок Кошарское находится на правом берегу реки Вижлица,
выше по течению на расстоянии в 2,5 км расположено село Червоное (Белопольский район),
ниже по течению примыкает село Гатка.
Река в этом месте пересыхает, на ней сделана запруда.
Рядом проходит железная дорога, станция Кошары в 2-х км.